# Alexis Sentenac
Pour les articles homonymes, voir Sentenac.
Alexis Sentenac, né le 15 mars 1975 au Mans, est un auteur de bande dessinée français. 

## Biographie
Alexis Sentenac passe un bac scientifique puis intègre une école de graphisme. Il exerce ensuite comme graphiste pendant neuf ans et il rencontre des membres du studio Gottferdom. Par l'intermédiaire de Jean-Luc Istin, Alexis Sentenac rencontre le scénariste François Debois et il participe à la conception du tome 2 de la série Les Contes de Brocéliande, paru en 2005. Puis il collabore avec Eric Corbeyran et dessine Les Hydres d'Arès, paru chez Delcourt en 2007.
Alexis Sentenac fait partie de l'atelier de bande dessinée virtuel « Le Hangar DM7 », aux côtés de Thierry Lamy, Nino, Gilles Le Coz, Guillaume Tavernier, Yarath Phay et Sébastien Viozat.
En décembre 2020, la presse annonce la sortie d'un roman graphique sur Goldorak, prévue en octobre 2021 : l'histoire se déroule après la fin de la série animée, le projet étant initié par Denis Bajram, Brice Cossu, Xavier Dorison, Yoann Guillo et Alexis Sentenac.

## Œuvre

### Albums
- Les Filles de Soleil, dessins collectifs, Soleil Productions

18. Les Filles de Soleil, 2013  (ISBN 978-2-302-02711-4)
- La Geste des Chevaliers Dragons, scénario d'Ange, Soleil Productions

14. La Première, dessins d'Alexis Sentenac, Christophe Palma et Brice Cossu, 2012  (ISBN 978-2-302-02333-8)
- Les Contes de Brocéliande, Soleil Productions, collection Soleil Celtic

2. Livre second : Polbik le korrigan, scénario de François Debois et Alexis Sentenac, dessins de Ludovic Souillard, Guy Michel, Mika et Javier Sicilia, 2005  (ISBN 2-84565-780-3)
- Les Hydres d'Arès, scénario d'Éric Corbeyran, dessins d'Alexis Sentenac, Delcourt

1. L'Afridienne, 2007  (ISBN 978-2-84055-804-0)
2. Albor Tholus, 2008  (ISBN 978-2-7560-1115-8)
3. Suicide Troopers, collection Machination 2009  (ISBN 978-2-7560-1352-7)

- Contes et légendes des régions de France, scénario de Richard D. Nolane, Soleil Productions, collection Contes et légendes des régions de France

1. Provence, dessins d'Alexis Sentenac, Erik Arnoux, Michel Suro et André Le Bras, 2012  (ISBN 978-2-302-02429-8)
- Siberia 56, scénario de Christophe Bec, dessins d'Alexis Sentenac, Glénat

1. La 13e mission, 2013  (ISBN 978-2-7234-9051-1)
2. Morbius, 2014  (ISBN 978-2-7234-9894-4)
3. Pyramide, 2016  (ISBN 978-2-344-00681-8)

- Carthago adventures, scénario de Christophe Bec et Didier Alcante, Les Humanoïdes Associés

3. Aipaloovik, dessins d'Alexis Sentenac et Brice Cossu, 2015  (ISBN 978-2-7316-5203-1)
- Nous irons tous au bois, scénario d'Alexis Sentenac et Alain Austini, dessin de Gilles Le Coz, 2015, Des Ronds dans l'O  (ISBN 978-2-917237-81-6)
- 50, scénario de Rémi Guérin, dessin d'Alexis Sentenac, 2016, Glénat  (ISBN 978-2-344-01009-9)
- LowLifes[4], scénario de Brian Buccellato, dessin d'Alexis Sentenac, 2017, Glénat  (ISBN 978-2-344-01468-4)
- Le Spirou de… - Le Triomphe de Zorglub[5],[6], scénario de Olivier Bocquet, dessin d'Alexis Sentenac et de Brice Cossu, couleurs de Johann Corgié, Dupuis, 2018  (ISBN 978-2-8001-7459-4)

- Goldorak[7],[8], scénario de Denis Bajram et Xavier Dorison, dessins de Brice Cossu, de Xavier Dorison et d'Alexis Sentenac, couleurs de Yoann Guillo, d’après l’œuvre de Go Nagai, Kana, 2021  (ISBN 978-2-505-06342-1)